# Petrovičky
Petrovičky (deutsch Klein Petrowitz) ist eine Gemeinde in Tschechien. Sie liegt 19 Kilometer nordwestlich des Stadtzentrums von Hradec Králové und gehört zum Okres Jičín.

## Geographie

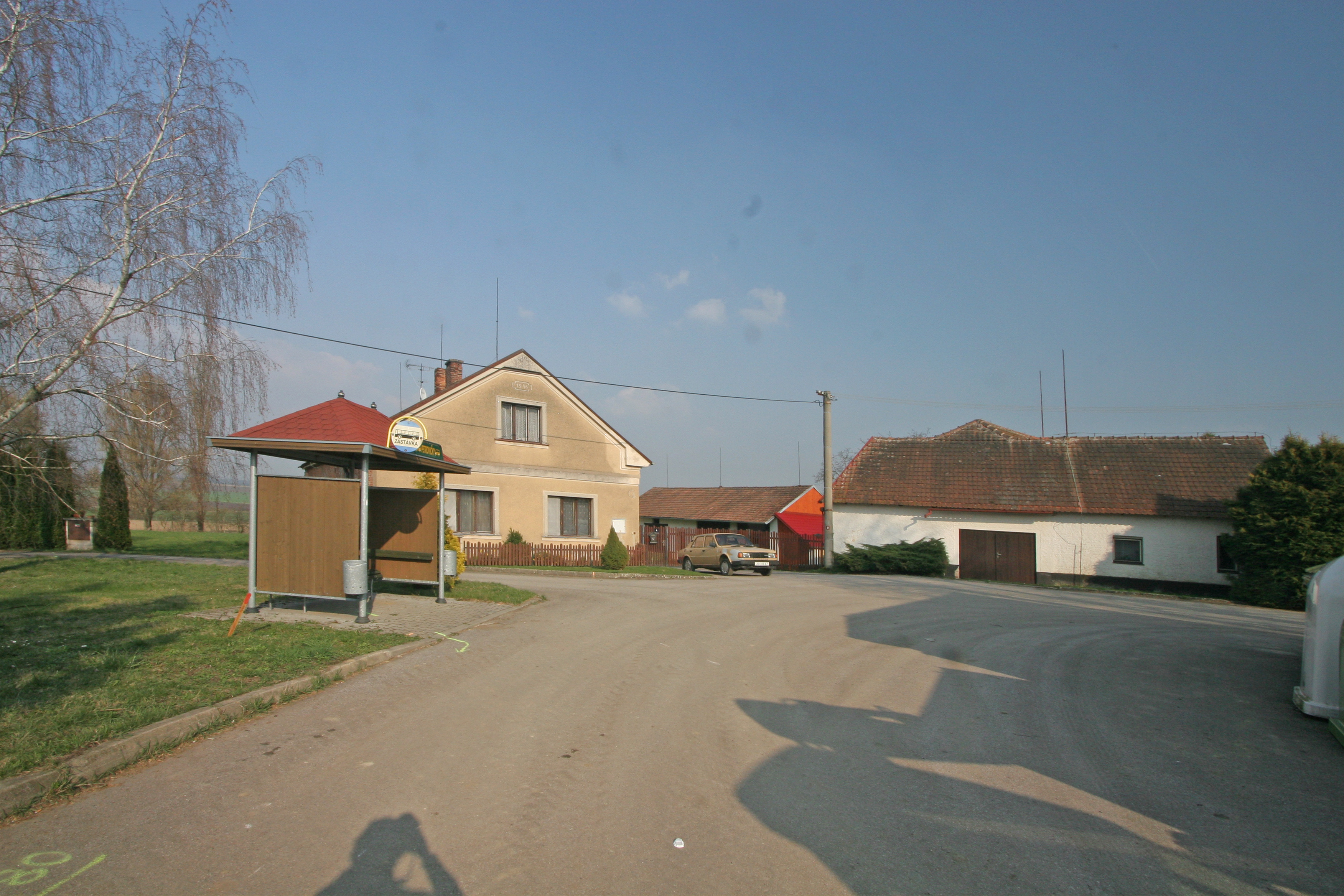
In Petrovičky

Petrovičky befindet sich rechtsseitig des Baches Bašnický potok im Bergland Jičínská pahorkatina. Nordwestlich liegt das ausgedehnte Waldgebiet Bříšťanský les mit dem Hügel Piskovna (294 m).
Nachbarorte sind Bříšťany im Norden, Stračov im Osten, Pšánky im Südosten, Petrovice im Süden, Myštěves und Kanice im Westen sowie Kouty und Sukorady im Nordwesten.

## Geschichte
Petrovičky entstand zwischen dem 12. und 13. Jahrhundert um eine Feste. Die Bewohner lebten vom Obstbau, wobei insbesondere der Anbau von Äpfeln Tradition hat.
Nach der Aufhebung der Patrimonialherrschaften gehörte Petrovičky ab 1850 als Ortsteil von Pšanky zum Bezirk Hradec Králové. 1880 erlangte das Dorf seine Selbständigkeit. Ab 1900 war Petrovičky Teil des Bezirkes Nová Paka und ab den 1930er Jahren des Bezirkes Hořice.
Im Zuge der Gebietsreform von 1960 wurde Petrovičky am 1. Jänner 1961 nach Bříšťany eingemeindet und kam gleichzeitig zum Okres Jičín. Am 30. April wurde Petrovičky Ortsteil von Bašnice. Seit dem 24. November 1990 besteht die Gemeinde Petrovičky wieder.

## Gemeindegliederung
Für die Gemeinde Petrovičky sind keine Ortsteile ausgewiesen. Zu Petrovičky gehört die Ansiedlung Na Zadě.

## Sehenswürdigkeiten
- Glockenturm und Kreuz auf dem Dorfplatz